# Port Fairy
Port Fairy är en ort i Australien. Den ligger i kommunen Moyne och delstaten Victoria, omkring 250 kilometer väster om delstatshuvudstaden Melbourne. Antalet invånare är 2 700.
Trakten är glest befolkad. Det finns inga andra samhällen i närheten.